# Скриняно
Скри́няно (болг. Скриняно) — село в Кюстендильській області Болгарії. Входить до складу общини Кюстендил.

## Населення
За даними перепису населення 2011 року у селі проживали 228 осіб.
Національний склад населення села:
| Національність   | Кількість осіб | Відсоток |
| ---------------- | -------------- | -------- |
| болгари          | 201            | 90,5%    |
| цигани           | 19             | 8,6%     |
| турки            | 0              | 0%       |
| Всього відповіли | 222            |          |

Розподіл населення за віком у 2011 році:
Динаміка населення: